# 森特勒爾 (亞利桑那州)
森特勒爾（英語：Central）是位於美國亞利桑那州葛蘭姆縣的一個人口普查指定地區。根據2010年美國人口普查，該地人口為645人，而該地的面積約為4.89平方千米。

## 地理
森特勒爾的座標為32°52′03″N 109°47′34″W / 32.86750°N 109.79278°W，而該地最高點為海拔高度879米（即2884英尺）。